# Пантелей Томовски
Панталей (Панделе) Ангелов Томовски или Томски е български революционер, охридски селски войвода от Вътрешната македоно-одринска революционна организация.

## Биография
Панталей Томовски е роден през 1872 година в стружкото село Октиси, тогава в Османската империя. Още малък заминава на работа като кундурджия в Турну Северин, Румъния и служи в румънската армия като подофицер. През 1902 година се завръща в родния си край. Жени се за Ружа Маркова от Ташмарунища и приема името Ружин. Присъединява се към ВМОРО. Става четник при Тасе Христов и Христо Узунов. През Илинденско-Преображенското въстание е войвода на селска чета от Ташмарунища. Там и умира през 1936 година.